# R̥̄
Cette page contient des caractères spéciaux ou non latins. S’ils s’affichent mal (▯, ?, etc.), consultez la page d’aide Unicode.
R̥̄ (minuscule : r̥̄), appelé R macron rond souscrit, est un graphème utilisé dans les romanisations ALA-LC de l’assamais, du bengali, de l’hindi, du kannada, du khmer, du malayalam, du marathi, du mongol, de l’oriya, du sanskrit, du sinhalais, du télougou et du tibétain, ainsi que dans la transcription de langue reconstruite en linguistique comparative.
Il s'agit de la lettre R diacritée d'un macron et d’un rond souscrit.

## Représentations informatiques
Le R macron rond souscrit peut être représenté avec les caractères Unicode suivants :
- décomposé et normalisé NFD (latin de base, diacritiques) :

| formes    | représentations | chaînes de caractères | points de code       | descriptions                                                           |
| --------- | --------------- | --------------------- | -------------------- | ---------------------------------------------------------------------- |
| majuscule | R̥̄               | R◌̥◌̄                   | U+0052 U+0325 U+0304 | lettre majuscule latine r diacritique rond souscrit diacritique macron |
| minuscule | r̥̄               | r◌̥◌̄                   | U+0072 U+0325 U+0304 | lettre minuscule latine r diacritique rond souscrit diacritique macron |

## Sources
- (en) « Assamese », dans ALA-LC Romanization Tables, 2012 (lire en ligne)
- (en) « Bengali », dans ALA-LC Romanization Tables, 2017 (lire en ligne)
- (en) « Hindi », dans ALA-LC Romanization Tables, 2011 (lire en ligne)
- (en) « Kannada », dans ALA-LC Romanization Tables, 2011 (lire en ligne)
- (en) « Malayalam », dans ALA-LC Romanization Tables, 2012 (lire en ligne)
- (en) « Marathi », dans ALA-LC Romanization Tables, 2011 (lire en ligne)
- (en) « Mongolian », dans ALA-LC Romanization Tables, 1997 (lire en ligne)
- (en) « Oriya », dans ALA-LC Romanization Tables, 2011 (lire en ligne)
- (en) « Sanskrit and Prakrit (in Devanagari script) », dans ALA-LC Romanization Tables, 2012 (lire en ligne)
- (en) « Sinhalese », dans ALA-LC Romanization Tables, 2011 (lire en ligne)
- (en) « Telugu », dans ALA-LC Romanization Tables, 2011 (lire en ligne)
- (en) « Tibetan », dans ALA-LC Romanization Tables, 2015 (lire en ligne)
- (en) « Elements of Indo-European Phonology », sur TITUS Didactica (consulté le 19 juillet 2017)
- (ru) Александр Пиперски, « Сводная таблица соответствий индоевропейских гласных и дифтонгов », dans Введение в индоевропеистику,‎ 2009 (lire en ligne)